# Louis Joseph Schmits
Louis Joseph Schmits est un homme politique français né le 8 septembre 1758 à Château-Salins (duché de Lorraine) et décédé le 18 juillet 1819 dans la même ville.
Avocat et greffier du bailliage de Château-Salins, il est député du tiers-état aux états-généraux pour le bailliage de Sarreguemines. Sous le Consulat, il devient conservateur des Eaux et Forêts et conseiller général. Il est fait baron d'Empire. Il est de nouveau député de la Meurthe en 1815, pendant les Cent-Jours.

## Sources
- « Louis Joseph Schmits », dans Adolphe Robert et Gaston Cougny, Dictionnaire des parlementaires français, Edgar Bourloton, 1889-1891 [détail de l’édition]
- Ressources relatives à la vie publique :   - base Léonore
  - Base Sycomore